# Collema hookeri
Collema hookeri är en lavart som beskrevs av Degel. Collema hookeri ingår i släktet Collema och familjen Collemataceae.   Inga underarter finns listade i Catalogue of Life.